# Краљевска палата у Бриселу
Краљевска палата у Бриселу (хол. Koninklijk Paleis van Brussel) је званична палата белгијског краља и краљице у центру главног града Бриселу. Међутим, не користи се као краљевска резиденција, јер краљ и његова породица живе у Краљевској палати Лакен на периферији Брисела. На веб локацији белгијске монархије функција палате је описана на следећи начин:
Палата је место где Његово Величанство Краљ врши своје прерогативе као шеф државе, обавља пријеме и бави се државним пословима. Осим канцеларија краља и краљице, у Краљевској палати су и услуге великог маршала двора, краљевог шефа кабинета, шефа краљевског војног домаћинства и интенданта краљеве грађанске листе. Палата такође укључује државне собе у којима се одржавају велики пријеми, као и апартмане предвиђене за стране шефове држава током званичних посета.
Палата се налази испред Бриселског парка. Дугачки трг назван Paleizenplein/Трг палате одваја палату од парка. Средња оса парка означава и средњи перистил палате и средину зграде на другој страни парка, а то је Палата нације (зграда белгијског Савезног парламента). Две зграде окренуте једна према другој су симбол белгијског система власти: уставна монархија.

## Историја
Данас постојећа фасада изграђена је тек након 1900. године на иницијативу краља Леополда II. Прво језгро данашње грађевине датира с краја 18. века. Међутим, темељи на којима се налази палата некада су били део палате Коденберг, врло старог дворског комплекса који датира из средњег века.
Прва зграда на брду Коденберг изграђена је између друге половине 11. и прве половине 12. века. У то време је вероватно изгледао као утврђени замак који чини део утврђења града Брисела. То је био дом војвода од Брабанта који су такође боравили у оближњем граду Левен и у замку Тервурен. У наредним вековима обновљен је, проширен и унапређен у складу са повећаним угледом војвода од Брабанта и њихових наследника; војвода од Бургундије, цара Карла V, надвојводе Алберта од Аустрије и Инфанте Изабеле од Шпаније и узастопних гувернера хабзбуршке Холандије.
Aula Magna, или Престона соба, изграђена је за Филипа III од Бургундије у 15. веку. У овој соби је цар Карло V абдицирао 1555. године у корист свог сина Филипа II Шпанског. Овај импресивни комплекс претрпео је неколико пожара током векова. 1679. године пожар је уништио део крова. Велики пожар који је избио 3. фебруара 1731. готово је потпуно уништио зграду. Само су дворска капела и зидови Aula Magna били донекле поштеђени. Рушевине су нестале тек када је округ поново развијен после 1775. године. Тада су постављене урбане осе данашњег Бриселског парка. Краљевски трг саграђен је на рушевинама палате. Ископавања локалитета од стране различитих археолошких организација открила су разне остатке различитих делова Палате као и околног града. Могу се посетити монументални сводови који су остали испод трга и околних зграда.

### Нова палата
Карл Александар од Лотарингије, у то време гувернер хабзбуршке Холандије, имао је нову палату, Палату Карла од Лотарингије, саграђену на оближњем месту некадашње палате породице Насау (Хоф ван Насау). Палата Карла од Лотарингије је сада део Краљевске библиотеке Белгије. Башта старе палате преуређена је у јавни парк. На северној страни је нову зграду Савета Брабант саградио је француски архитекта Жил Барнабе Гимар, у којој се данас налази белгијски Савезни парламент и позната је као „Палата нације“. На другој страни парка (грађевинска парцела данашње палате) средња осовина парка наставила се као улица између две новоизграђене виле. Једна је служила као резиденција опата оближње опатије Коденберг, док су у другој живели важни чланови владе.
Након Бечког конгреса 1814. године, Брисел је постао (заједно са Хагом) заједничка престоница новооснованог Уједињеног Краљевства Холандије. У владавини Вилема I из Холандије улица је била покривена, а две виле спојене галеријом. Ново-створена „палата“ добила је нову неокласичну фасаду коју је дизајнирао Тилман-Франсоаз Суис са перистилом у средини и балконом са парапетом од кованог гвожђа који окружује цео први спрат.
Улица која је пролазила поред нове палате проширена је и тако је створен трг. Нови трг се звао „Трг палата“, јер је на левој страни Краљевске палате саграђена још једна палата. Ова нова зграда (1823) замишљена је као резиденција Престолонаследника званог Принц Оранжа ( касније холандски краљ Вилем II). Данас се у њему налазе белгијске Краљевске академије наука и уметности и због тога се назива Academiënpaleis/Палате Академија. Собе и „салони“ старих вила уграђени су у нову Краљевску палату и само су делимично преуређени. Неке од њих су преживеле све обнове из 19. и 20. века и данас су делимично нетакнуте. Главни додатак унутрашњој декорацији из времена Вилема I је такозвана „царска соба“ која је замишљена као плесна сала. Има врло рафинирану декорацију крем и златне боје, коју је дизајнирао и извео познати француски вајар Франсоаз Рид.

### Проширења Леополда II
После белгијске револуције палата је понуђена Леополду I када је ступио на престо као први белгијски краљ. Баш као и његов претходник Вилем II, користио је палату углавном за службене пријеме и друге репрезентативне сврхе и живео је у Краљевској палати Лакен. Током његове владавине (до 1865. године) мало је промењено у палати. Његов син и наследник Леополд II оценио је да је зграда превише скромна за краља његовог ранга и наставио је да увећава и улепшава палату све до своје смрти 1909. Током његове владавине палата је готово удвостручила своју површину. Према пројектима његовог архитекте Алфонсеа Балаа, додате су импозантне просторије попут „Великог степеништа“, „Крунска соба“ и „Велика галерија“. Бала је такође планирао нову фасаду, али је умро пре него што су планови могли да се изврше.
Тек након 1904. године нова фасада изведена је по новим плановима Анрија Макеа. На скулптури са педиментом приказан је алегоријски лик Белгије, са групама које представљају индустрију и пољопривреду, белгијског вајара Томаса Вансотеа. Нови дизајн обухватао је формални предњи врт који је одвајао зграду од „Трга палате“.
Као што се често помиње, има фасаду 50% дужу од Бакингамске палате али површина пода износи 33.027 м2 и мања је од половине површине Бакингамске палате (77.000 м2).

## Краљевска колекција
У палати се налази важан део краљевске колекције. Она се састоји углавном од државних портрета и важног намештаја Наполеона, Леополда I, краља Луја Филипа I и Леополда II. Сребрно посуђе, порцелан и фини кристал држе се у подрумима а користе се за државне банкете и свечане прилике на двору. Краљица Паола додала је модерну уметност у неке од државних соба.
Током државних посета, краљевски апартмани и собе стоје на располагању шефовима држава у посети. Овде се уз државне церемоније примају и амбасадори. Новогодишњи пријеми се одржавају за НАТО, амбасадоре ЕУ и политичаре. У палати се одржавају краљевски банкети, а након њихове смрти, тело преминулог краља полаже се овде. Ако је краљ тренутно у земљи, застава је истакнута на централној згради. Ако је присутан у палати, Почасна стража стоји испред палате.

## Галерија
- Немачки војници парадирају поред палате, мај 1940
- Краљевска палата из североисточног угла
- Краљевска палата зими из бриселског парка
- Краљ током приватне аудијенције у својој канцеларији
- Престона соба
- Велика бела дневна соба
- Велика галерија
- Краљевска палата